# Muhammad ibn Ismāʿīl
Muhammad ibn Ismāʿīl (arabisch محمد بن إسماعيل, DMG Muḥammad ibn Ismāʿīl) war ein Sohn von Ismāʿīl ibn Dschaʿfar, des 6. Imams der Ismailiten (Siebener-Schiiten). Diese abgespaltene Gruppe von Schiiten betrachtet Muhammad ibn Ismail als ihren verborgenen siebten Imam.
Ismāʿīl ibn Ǧaʿfar starb vor seinem Vater, Dschaʿfar as-Sādiq, der von den Imamiten als 6. und von den Ismailiten als 5. Imam verehrt wird. Die Anhänger Ismāʿīls, also die sog. Ismāʿīliten, akzeptierten nicht den eigentlich vom Vater Dschaʿfar bestimmten zweiten Sohn, Mūsā al-Kāzim, als ihren Imam. Den Ismailiten zufolge war vielmehr Muḥammad ibn Ismāʿīl, also der Sohn des bereits verstorbenen Ismāʿīl, der siebte und letzte Imam. 
Die Hauptströmung der Ismāʿīliten bildete sich um diese Gruppe (siehe auch Liste der Imame der Ismailiten), während die Imamiten oder Zwölferschiiten Ismails wesentlich jüngeren Halbbruder Mūsā al-Kazim als siebten Imam anerkennen.